# Revue Nioques

La revue Nioques a été créée en 1990 par Jean-Marie Gleize aux éditions La Sétérée. Elle fut ensuite publiée par les éditions Al Dante puis aux éditions Su-cure/Sale et Le Mot et le reste.  Elle l'est aujourd’hui par les éditions La Fabrique à Paris.
directeur littéraire: Jean-Marie Gleize
comité de rédaction: Philippe Blaizot, Alessandro de Francesco, Jean-Marie Gleize, Emmanuèle Jawad, Stéphane Nowak, Elodie Petit, Nathalie Quintane, Patrick Sainton, Cécile Sans. 
correspondants: Alain Farah (Canada), Noura Wedell (États-Unis). 
rédaction: Les Cèdres, quartier Saint-Jean – 04130 Volx